# Kvinde 1. division 2024-25 (fodbold)
Kvinde 1. division 2024-25 sammenfattede sæsonen for den næstbedste række i Danmarksturneringen i kvindefodbold.

## Nuværende regler
Der er 8 hold i 1. division, der spiller i en stor gruppe. De spiller ude og hjemme mod hver modstander. Efter disse 14 kampe fortsætter nr. 1-4 til et kvalifikations/oprykningsgruppespil sammen med de to lavest rangerende hold fra Elitedivisionen, hvorfra nr. 1-2 rykker op i Elitedivisionen. Nr. 5-8 i 1. divisions grundspil fortsætter til et nedrykningsspil, hvorfra nr. 4-6 rykker ned i Danmarksserien.

## Hold
| Hold                     | By            | Stadion               | Kapacitet |
| ------------------------ | ------------- | --------------------- | --------- |
| FC Thy-Thisted Q         | Thisted       | Sparekassen Thy Arena | 4.000     |
| NIF                      | Næstved       | Næstved Stadion       | 10.000    |
| AaB                      | Aalborg       | Aalborg Portland Park | 13.600    |
| ASA Aarhus               | Aarhus        | Robotize Park         |           |
| FCM                      | Herning       | MCH Arena             | 12.055    |
| Østerbro Idræts-Forening | København     | Østerbro Stadion      | 7.000     |
| Varde IF                 | Varde         | Sydbank Stadion       | 4.000     |
| Solrød Fodbold Club      | Solrød Strand | Solrød Idrætscenter   |           |

### Grundspillet
Holdene spiller mod hinanden to gange. Top fire går videre til kvalifikations/oprykningsgruppespil.
| Pos | Hold                     | K  | V  | U | T  | M+ | M- | MF  | P  | Kvalifikation              |
| --- | ------------------------ | -- | -- | - | -- | -- | -- | --- | -- | -------------------------- |
| 1   | FCM                      | 14 | 12 | 1 | 1  | 52 | 7  | +45 | 37 | Oprykningsspil             |
| 2   | FC Thy-Thisted Q         | 14 | 10 | 1 | 3  | 25 | 4  | +21 | 31 | Oprykningsspil             |
| 3   | ASA Aarhus               | 14 | 8  | 2 | 4  | 28 | 22 | +6  | 26 | Oprykningsspil             |
| 4   | Østerbro Idræts-Forening | 14 | 4  | 5 | 5  | 18 | 20 | −2  | 17 | Oprykningsspil             |
| 5   | NIF                      | 14 | 4  | 5 | 5  | 14 | 19 | −5  | 17 | Slutspil (nedrykningsspil) |
| 6   | Varde IF                 | 14 | 5  | 1 | 8  | 20 | 29 | −9  | 16 | Slutspil (nedrykningsspil) |
| 7   | AaB                      | 14 | 3  | 4 | 7  | 14 | 21 | −7  | 13 | Slutspil (nedrykningsspil) |
| 8   | Solrød Fodbold Club      | 14 | 0  | 1 | 13 | 12 | 61 | −49 | 1  | Slutspil (nedrykningsspil) |

### kvalifikations/oprykningsgruppespil
| Pos | Hold                           | K | V | U | T | M+ | M- | MF | P | Kvalifikation                        |
| --- | ------------------------------ | - | - | - | - | -- | -- | -- | - | ------------------------------------ |
| 1   | FC Thy-Thisted Q               | 0 | 0 | 0 | 0 | 0  | 0  | 0  | 0 | Elitedivisionen 2025-26              |
| 2   | FCM                            | 0 | 0 | 0 | 0 | 0  | 0  | 0  | 0 | Elitedivisionen 2025-26              |
| 3   | ASA Aarhus                     | 0 | 0 | 0 | 0 | 0  | 0  | 0  | 0 | Kvinde 1. division 2025-26 (fodbold) |
| 4   | Østerbro Idræts-Forening       | 0 | 0 | 0 | 0 | 0  | 0  | 0  | 0 | Kvinde 1. division 2025-26 (fodbold) |
| 5   | B.93 (Fra Elitedivision)       | 0 | 0 | 0 | 0 | 0  | 0  | 0  | 0 | Kvinde 1. division 2025-26 (fodbold) |
| 6   | Kolding IF (Fra Elitedivision) | 0 | 0 | 0 | 0 | 0  | 0  | 0  | 0 | Kvinde 1. division 2025-26 (fodbold) |